# Parapercis filamentosa
Parapercis filamentosa är en fiskart som först beskrevs av Steindachner, 1878.  Parapercis filamentosa ingår i släktet Parapercis och familjen Pinguipedidae. Inga underarter finns listade i Catalogue of Life.